# Sürmene

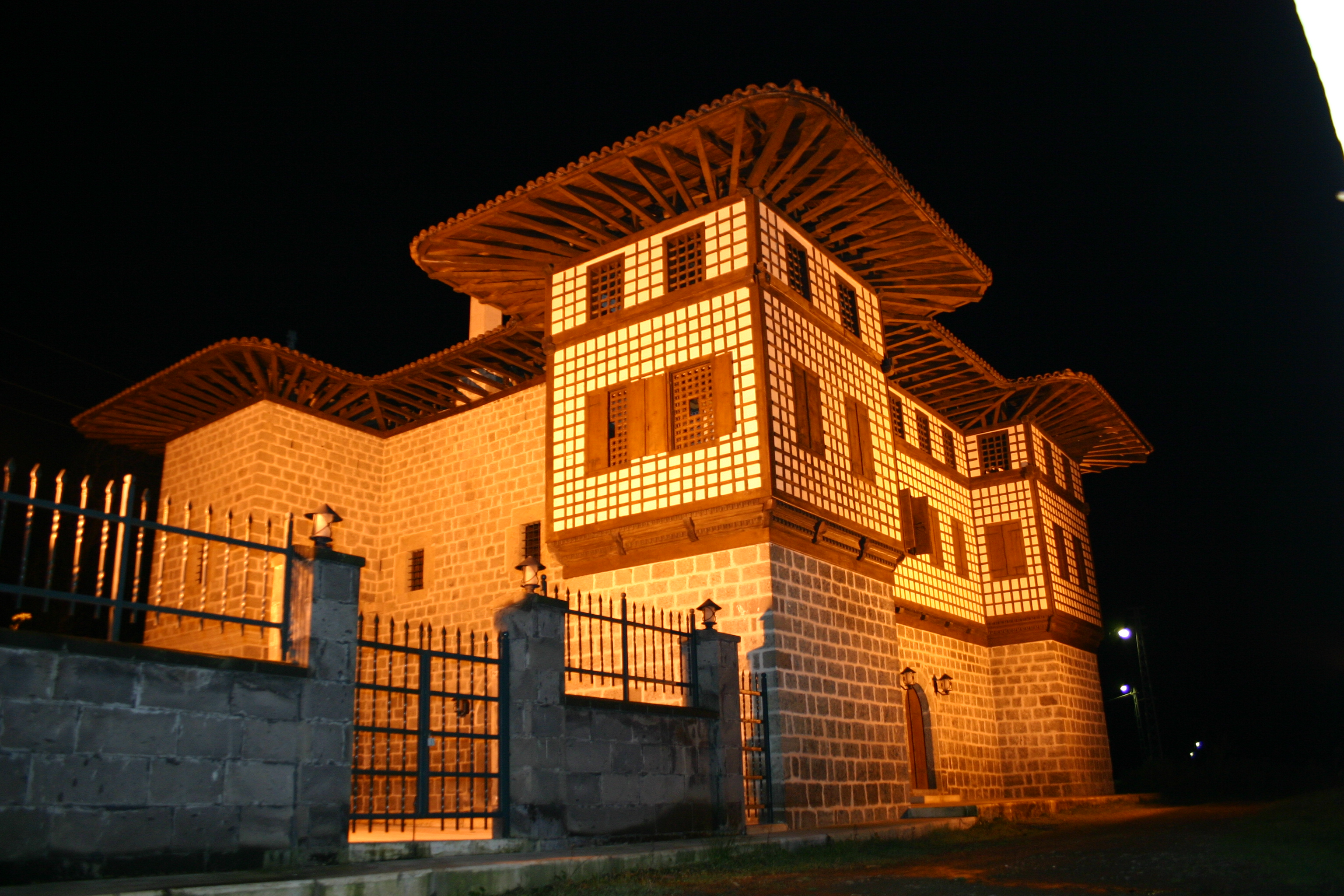
Yakupoğlu Memiş Ağa Konağı in Sürmene

Sürmene (osmanisch ﺳﻮرﻣﻨﻪ Sürmena, von griechisch Σούρμενα Sourmena) ist eine Kleinstadt (Belediye) im gleichnamigen Ilçe (Landkreis) der Provinz Trabzon und zugleich eine Gemeinde der 2012 geschaffenen Büyüksehir belediyesi Trabzon (Großstadtgemeinde/Metropolprovinz Trabzon). Seit der Gebietsreform 2013 ist die Gemeinde flächen- und einwohnermäßig identisch mit dem Landkreis.
Sürmene liegt im Nordosten der Türkei am Ufer des Schwarzen Meeres zwischen den Provinzhauptstädten Trabzon und Rize, 35 Kilometer östlich von Trabzon und 14 Kilometer westlich von Of. Sürmene wurde bereits 1876 der Status einer Stadtgemeinde (Belediye) verliehen, erkenntlich auch am Stadtlogo.

## Verwaltung
Der Kreis bestand schon vor Gründung der türkischen Republik 1923. (Bis) Ende 2012 gehörten zu ihm neben der Kreisstadt vier weitere Belediye (Çamburnu, Ormanseven, Oylum und Yeniay) sowie 24 Dörfer (Köy) in zwei Bucaks (Küçükdere Bucağı, Merkez Bucağı). Im Zuge der Verwaltungsreform von 2013 wurden diese Dörfer und die vier Belediye in Mahalle (Stadtviertel/Ortsteile) überführt, an deren Spitze ein Muhtar steht. Die neun Mahalle der Kreisstadt blieben unverändert bestehen. Somit erhöhte sich die Zahl der Mahalle von 20 auf derzeit 37. Im Durchschnitt wird jeder Mahalle von 713 Menschen bewohnt, Çarşı ist der bevölkerungsreichste (3.483 Einw.)

## Geschichte
Sürmene lag ursprünglich acht Kilometer westlich an der Stelle der heutigen Kleinstadt Araklı an der Mündung des Karadere und wurde Anfang des 20. Jahrhunderts an seinem heutigen Platz, an der Mündung des Manahoz Deresi, neu aufgebaut. Vermutlich ab der römischen Zeit bis zur Mitte des 7. Jahrhunderts existierte eine Siedlung bei einem großen befestigten Militärlager südlich des heutigen Dorfes Canayer. Im Mittelalter befand sich dort, etwas westlich von Araklı, eine von einer Festung beschützte Siedlung.

## Wirtschaft
80 % der Bevölkerung verdienen ihren Lebensunterhalt in der Landwirtschaft. Insbesondere der Anbau von Tee und Haselnüssen trägt zum Einkommen der Einwohner in Sürmene bei. In Sürmene befinden sich eine staatliche Teefabrik (Caykur) und neun private Teemanufakturen mit insgesamt etwa 600 Mitarbeitern. Auch die Fischerei bietet vielen Menschen Lebensunterhalt.
Zudem haben sich in Sürmene acht Schiffbau-Unternehmen angesiedelt, die zusammen etwa 180 Mitarbeiter beschäftigen.
Sürmene hat sich national und international einen Namen bei der Herstellung von Messern gemacht. Die Firma Sürbisa stellt unter dem Namen „Sürmene“ Messer für den Haushaltsbereich her. Viele kleinere Manufakturen fertigen in Handarbeit Messer, die bei der Jagd oder im Haushalt verwendet oder als Schmuckstücke vertrieben werden.
Das Messer spielt auch die Hauptrolle in einem für Sürmene typischen Volkstanz (Bicak Horonu).
Die bekannteste kulinarische Spezialität ist ein Teiggericht, das mit Käse oder Gehacktem zubereitet wird (Sürmene Pidesi).
In Sürmene ist im Jahr 1967 gegründeter Fußballverein Sürmenespor beheimatet, der aktuell (Saison 2014/15) in der Amateurliga Trabzon spielt. Größter Erfolg der Verein Sürmenespor war in den Fußball Saisons zwischen 2007/08 und 2009/2010 in der TFF 3. Liga zu spielen.

## Persönlichkeiten
- Hafız Mehmed (1874–1926), osmanischer Anwalt und Politiker
- Adnan Kahveci (1949–1993), Politiker pontosgriechischer Herkunft
- Fatih Tekke (* 1977), Fußballspieler
- Hasan Üçüncü (* 1980), Fußballspieler
- Anıl Dilaver (* 1990), Fußballspieler
- Süleyman Zorba (* 1993), österreichischer Politiker
- Arif Boşluk (* 2003), Fußballspieler